# Praia da Pedreira (Rio Grande do Sul)
Praia da Pedreira é uma praia fluvial do rio Guaíba situada dentro do Parque Estadual de Itapuã no distrito de Itapuã, em Viamão, no Rio Grande do Sul. A região é dotada de um ecossistema rico em espécies raras e ameaçadas de extinção.